# Eldon Rudd
Eldon Dean Rudd, född 15 juli 1920 i Camp Verde, Arizona, död 8 februari 2002 i Scottsdale, Arizona, var en amerikansk republikansk politiker. Han representerade Arizonas 4:e distrikt i USA:s representanthus 1977-1987.
Rudd deltog i andra världskriget som pilot i USA:s marinkår. Han avlade 1947 sin grundexamen vid Arizona State University. Han avlade sedan 1949 sin juristexamen vid University of Arizona. Han arbetade som FBI-agent 1950-1970. Rudd talade flytande spanska.
Rudd efterträdde 1977 John Bertrand Conlan som kongressledamot. Han profilerade sig som antikommunist och abortmotståndare. Han kandiderade inte till omval efter fem mandatperioder i representanthuset. Han efterträddes av Jon Kyl.
Rudd var katolik. Hans grav finns på National Memorial Cemetery of Arizona i Phoenix.